# Jean-Baptiste Prosper Jollois
Jean-Baptiste Prosper Jollois (4 de janeiro de 1776, 24 de junho de 1842) foi um engenheiro e egiptólogo francês. Participou na Campanha do Egito e na descoberta do túmulo do faraó egípcio Amenhotep III (WV23). .